# おおつぼマキ
おおつぼ マキ（本名：大坪 万記、1958年〈昭和33年〉10月23日 - 2022年〈令和4年〉5月14日）は、日本の漫画家。兵庫県神戸市出身。兵庫県立神戸高校出身。関西学院大学・漫画同好会出身。

## 経歴
1980年、『週刊少年ジャンプ』（集英社）の「ぶち丸アウトロー」でデビュー。ゆでたまごのアシスタントをしていたこともある（『キン肉マン闘魂スペシャル』内の仕事場紹介のコーナーにチーフアシスタントとして名前が紹介されている）。
2022年5月14日、病気のため死去。63歳没。少年画報社『思い出食堂』編集部が同月25日に公表したもので、新企画となる『新日本FOOD記』の「阪神沿線の串カツ」（同月30日発売号掲載予定）を完成させた直後に入院したという。

## 作風
家庭環境が訳ありな家で育った女子学生が主人公のスラップスティック・コメディを多く描いている。
2001年の「貧民の食卓」は、簡単・激安・美味を追求した実験的B級メニューの数々を提案した作品になっていた。

## 作品
1979年
- みだらな関係（週刊少年チャンピオン（秋田書店））※マキ・万名義

1980年
- ぶち丸アウトロー（週刊少年ジャンプ（集英社））

1981年
- カントリーポリス（週刊少年ジャンプ増刊（集英社））
- とびだせサキちゃん（週刊少年ジャンプ増刊（集英社））

1982年
- すて子じゃベイビー（週刊少年ジャンプ増刊（集英社））

1984年
- 瞳ちゃんGOES HOME（ヤングマガジン（講談社））

1985年
- 偉人キュリー夫人 二度のノーベル賞に輝く「女性化学者」まんが学習アルバム 伝記シリーズ（秋田書店）※大坪万記名義
- 偉人ファーブル 小さな生命の尊さを教えた「昆虫学者」まんが学習アルバム 伝記シリーズ （秋田書店）※大坪万記名義

1986年
- ウォーターメロン物語（少年ビッグ）

1987年
- Mr.シネマ（ヤングサンデー（小学館））
- ボクのロコガール（少年KING（少年画報社））

1988年
- よろしくアスリート（少年KING（少年画報社））

1989年
- ケンネル所沢（ヤングサンデー（小学館））
- ボクらの甲子園（月刊少年コミック（少年画報社））

1990年
- 武蔵野パイレーツ（COMIC BE!（光文社））
- おだいじに!（WEEKLY漫画アクション（双葉社））

1991年
- 星の大王（コミックGIGA（主婦と生活社））

1992年 - 1995年
- 1・2の3K（双葉社）
- 戦争に行こうよ!!（コミックスコラ（スコラ社））
- 好きやねん!（アクションピザッツ（双葉社））
- Baby（ヤングチャンピオン（秋田書店））

1998年
- 東京まくわうり荘（漫画サンデーフォアマン（実業之日本社））
- プラム!（近代麻雀オリジナル（竹書房））
- プラム!2（近代麻雀オリジナル（竹書房））

1999年
- プラム!3（近代麻雀オリジナル（竹書房））
- 嫁入り前なの!（ビッグコミックスペリオール（小学館））
- 東京うりうり商事（週刊漫画サンデー（実業之日本社））

2000年
- パチスロ7（蒼竜社）
- だって夏じゃん（近代麻雀オリジナル（竹書房））
- まんツボ（近代麻雀オリジナル（竹書房））※福地誠（麻雀プロ）との共作

2001年
- まんツボスペシャル（近代麻雀オリジナル増刊号）
- 貧民の食卓（週刊コミックバンチ（新潮社）監修：吉田瑞子（料理研究家）

2002年
- パチンコパラダイスプラザ パチプロ最強テクSPECIAL（雄出版）

2003年
- 貧民の雀卓（近代麻雀（竹書房））原作：福地誠
- まんトリ（近代麻雀オリジナル（竹書房））原作：福地誠

## 映像化作品
- 1991年12月5日 入院ボッキ物語 おだいじに! Vol.1 OVAバップ「恐怖?!ギブス男現る」
- 1991年12月25日 入院ボッキ物語 おだいじに! Vol.2 OVAバップ「お嬢ちゃんはパパがいっぱい」
- 1992年2月21日 ケンネル所沢 OVAフジテレビ映像企画部
- 1994年4月8日 戦争へ行こうよ!! Vシネマ SHSプロジェクト
- 1994年7月8日 戦争へ行こうよ!!2 Vシネマ SHSプロジェクト